# Immunoglobuline A

Verschillende typen immunoglobuline, waaronder IgA

Immunoglobuline A (IgA) is een antilichaam dat wordt aangetroffen in vochtafscheidingen als speeksel, zweet, tranen en colostrum. De belangrijkste functie van dit antilichaam is het lichaam te beschermen tegen indringers van buitenaf, zoals bacteriën en virussen. De ingewanden produceren tussen de 3 en de 5 gram IgA per dag.
IgA kent twee subtypen, te weten IgA1 en IgA2. Bovendien kan IgA voorkomen als zowel normaal monomeer als dimeer genaamd secretoir IgA (sIgA). In zijn secretoire vorm is IgA het belangrijkste antilichaam in vochtafscheidingen zoals tranen en speeksel en in secreties van de gastro-intestinale organen, de prostaat en het respiratoir epitheel. Ook komt het in lage concentraties voor in het bloed. De secretoire component van sIgA beschermt het antilichaam tegen afbraak door proteolitische enzymen, waardoor het langer overleeft in het maag-darmkanaal.
IgA is verder een slechte activator van het complementsysteem en is een zwakke opsonisator. De zware keten van IgA is van het type α.